# 揚·哈齊烏斯
揚·哈齊烏斯（英語：Jan Hatzius，1968年12月17日—）是一名德裔美國經濟學家，投資銀行高盛的首席經濟學家。他因在2007年—2008年環球金融危機前的看跌預測而知名，曾兩度榮獲Lawrence R. Klein Award，以表揚他在過去四年中對美國經濟預測的最準確預測。他還贏得了許多其他預測獎項，包括《華爾街日報》、彭博和《機構投資者》年度預測排名。
哈齊烏斯生於海德堡，曾就讀於威斯康辛大學麥迪遜分校和基爾世界經濟研究所。1995年，他獲得牛津大學經濟學哲學博士學位，指導教授為史蒂芬·尼克爾。他也曾在倫敦政治經濟學院擔任研究員。
哈齊烏斯於1997年加入高盛擔任法蘭克福辦事處的副經濟師，並於1999年移居紐約。他於2004年成為董事總經理，並於2005年接替前美國首席經濟師威廉·C·杜德利。2008年，哈齊烏斯名列高盛合夥人名單。2011年，哈齊烏斯成為公司的首席經濟學家。他同時也是全球經濟部和美洲宏觀研究部的主管。
哈齊烏斯已婚並育有三名子女，居住在紐約市上西城。

## 出版刊物
- Hatzius, Jan; Hooper, Peter; Mishkin, Frederic S.; Schoenholtz, Kermit L.; Watson, Mark W. . NBER Working Paper No. W16150. July 2010. SSRN 1635673 .
- Hatzius, J. . European Economic Review. 2000, 44 (1): 117–143. doi:10.1016/S0014-2921(98)00050-6.
- Hatzius, J. . Scandinavian Journal of Economics. 1998, 100 (4): 733–746. doi:10.1111/1467-9442.00133.
- Gauthier, A. H. L. N.; Hatzius, J. . Population Studies. 1997, 51 (3): 295–306. doi:10.1080/0032472031000150066.